# Óscar Díaz
Óscar Díaz Asprilla (Riofrío, 6 giugno 1972) è un ex calciatore colombiano.